# 倒卵瘤果茶
倒卵瘤果茶（学名：Camellia obovatifolia）是山茶科山茶属的植物。分布于中国大陆的云南等地，生长于海拔600米至750米的地区，见于山地，目前尚未由人工引种栽培。